# Vincenzo Mariozzi
Vincenzo Mariozzi (Affile, 1943) è un clarinettista italiano.

## Biografia
Nato ad Affile ha studiato al Conservatorio di Santa Cecilia con Fernando Gambacurta. Dopo aver vinto nel 1967 debutta come primo clarinetto solista nell'orchestra del Teatro Massimo di Palermo. Dal 1969 a 2000 è stato primo clarinetto dell'orchestra dell'Accademia Nazionale di Santa Cecilia. Nel 1970 ha suonato nella World Symphony Orchestra.
Ha al suo attivo registrazioni per la Rai e incisioni discografiche per la Nuova Era. Il repertorio del Maestro Mariozzi è sterminato e copre gran parte della letteratura per il suo strumento, fra le sue interpretazioni più note c'è il Concerto per clarinetto e orchestra K 622 di Mozart, interpretato anche in occasione del Bicentenario Mozartiano al festival Europa Mozart Praha con l'Orchestra da Camera di Mantova e le due Sonate per Clarinetto e Pianoforte di Johannes Brahms eseguite anche con Wolfgang Sawallich.
È stato fondatore e direttore artistico del Festival Ernico-Simbruino di Fiuggi-Anagni e titolare della cattedra di Clarinetto al Conservatorio di Santa Cecilia. Padre del violoncellista Francesco Mariozzi, con il quale ha fondato il trio Mariozzi-Giorgilli insieme al pianista Cristofer Giorgilli, è stato direttore artistico e musicale dei Solisti Aquilani, e svolge una fervente attività come direttore d'orchestra con varie istituzioni sul territorio nazionale
È da sempre impegnato in una pervasiva attività di insegnamento tramite incontri di master-class. Tra le città attraversate dalla sua decennale attività di docente, oltre a Roma, anche Taranto e Brescia.
Tra i suoi allievi vi sono i clarinettisti Stefano Novelli, Simone Sirugo (rispettivamente primo e secondo clarinetto dell'Accademia Nazionale di Santa Cecilia), Vincenzo Paci (primo clarinetto del Teatro "La Fenice" di Venezia), Alessandro Schirano (primo clarinetto dell'Orchestra Regionale del Lazio), Gregorio Maria Paone (solista internazionale e accademico).